# Sielsowiet Daszkauka
Sielsowiet Daszkauka (biał. Дашкаўскі сельсавет; ros. Дашковский сельсовет) – sielsowiet na Białorusi, w obwodzie mohylewskim, w rejonie mohylewskim, z siedzibą w Daszkauce.
Według spisu z 2009 sielsowiet Daszkauka zamieszkiwało 5038 osób, w tym 4677 Białorusinów (92,83%), 279 Rosjan (5,54%), 35 Ukraińców (0,69%), 7 Niemców (0,14%), 22 osób innych narodowości i 18 osób, które nie podały żadnej narodowości.

## Miejscowości
- agromiasteczka:
  - Daszkauka
  - Miażysietki
- wsie:
  - Bouszawa
  - Czarnaziomauka
  - Dosawa Sialiba
  - Krasnica 1
  - Krasnica 2
  - Leżnieuka
  - Nawasiołki
  - Sałtanauka
  - Sialec
  - Stajki
  - Tumanauka
- osiedle:
  - Czarnaziomauka